# Tommy Bolin
Thomas Richard 'Tommy' Bolin (Sioux City, Iowa, 1. kolovoza 1951. – Miami, Florida, 4. prosinca 1976.), američki je gitarist koji je najpoznatiji po svom djelovanju u hard rock sastavu Deep Purple (1975. – 1976.), a njegov rad zabilježen je i u sastavima 'Zephyr' (1969. – 1971.), 'The James Gang' (1973. – 1974.), kao i solo projekti.

## Glazbena karijera
Tommy Bolin, glazbenu karijeru je započeo u sastavi oko područja Sioux Cityja, dok nije preselio u Boulder, Colorado, kao tinejdžer. U to vrijeme svirao je sa sastavom 'American Standard', prije nego što se pridružio skupini 'Ethereal Zephyr', koja je ime dobila po pruzi koja je povezivala Denver i Chicago. Kada su se izdavačke kuće počele interesirati za njih, skratili su ime samo na 'Zephyr'. Ovaj sastav uključuje Bolina na gitari,  Davida Givensa na bas-gitari i Givens, suprugu Candicea Givensa na vokalu. Sastav je počeo svirati po većim mjestima, a često su nastupali kao predgrupa većim sastavima, kao što je Led Zeppelin. Njihov drugi album nazvan Going Back to Colorado, bio je snimljen s novim bubnjarom Bobbyjem Bergerom, koji bi kasnije s vremena na vrijeme svirao razne dionice na Bolinovim raznim projektima.
Nakon te snimke, Bolin je odlučio preči na više progresivne projekte. U 1972. godini, Bolin u dobi od dvadeset godina, osniva jazz-rock-blues sastav 'Energy'. Iako sastav nije objavio niti jedan album, neke snimke iz tog vremena koje su pokazivale njegovu snagu i glazbenu viziju, postumno su objavljene. On je također svirao s Billyjem Cobhamom na njegovom studijskom albumu Spectrum, koji uključuje Bolina na gitari, Billyja Cobhama (član orkestra 'Mahavishnu Orchestra') na bubnjevima, Lelanda Sklara na bas-gitari i Jana Hammera (također član 'Mahavishnu Orchestra') na klavijaturama i sintisajzeru.
1973. godine pozvao ga je kanadski rock-gitarist Domenic Troiano, da dođe u njegov rock sastav 'James Gang' i zamijeni dotadašnjeg člana Joea Walsha. Bolin je s ovim sastavom objavio dva studijska albuma Bang!' iz 1973. i Miami iz 1974. godine.
Nakon što je završila turneja Miami, Bolin odlazi iz sastava James Gang. Nakon toga je radio na brojnim sessionima rock-sastava i jazz-glazbenika. Bolin je sudjelovao na albumu Alphonsea Mouzona, Mind Transplant. Svirao je na turneji zajedno s bubnjarom Carmineom Appiceom i rock-sastavom 'The Good Rats'.
Bolin potpisuje ugovor s izdavačkom kućom 'Nemperor records', za koju će objaviti svoj solo album. Njegova glavna ideja je bila da na snimanje dovede velik broj glazbenika, koje je upoznao tijekom raznih sessiona. Uz poticaj prijatelja i kolega, Bolin je odlučio otpjevati vokale na ovom albumu. Glazbenici koji izvode dionice na ovom materijalu su: David Sanborn, Jan Hammer, Stanley Sheldon (basist Petera Framptona), Phil Collins (Genesis) i Glenn Hughes (Deep Purple). Tijekom snimanja ovog albuma, Ritchie Blackmore je bio zamijenjen u Deep Purpleu.
Početkom 1975. godine Bolin je sudjelovao u snimanju gitare, kanadskom sastavu 'Moxy' tijekom snimanja njihovog istoimenog debitantskog albuma. Album je postao vrlo tražen nakon Bolinove smrti. Krajem godine, Bolin objavljuje svoj prvijenac Teaser, za izdavača 'Nempero' i s Deep Purpleom studijski album Come Taste the Band. Tijekom svjetske turneje Deep Purplea, koja je trajala između 1975. i 1976. godine, izvodili su jednu Bolinovu skladbu s albuma Teaser. U to vrijeme postalo je jasno da je Bolin ovisan o heroinu. Takva situacija je dovela do priča da Bolin ne može svirati gitaru jer ima bolove u lijevoj ruci od loših uboda injekcija.
Bolin se nakon turneje vraća svom sastavu i okreće se planiranju za svoj sljedeći solistički album. Kroz sastav su prošli razni glazbenici od Normana Jeana Bella (bivši član sastava Franka Zappe) na saksofonu i na kraju Tommyjev mlađi brat Johnny Bolin na bubnjevima.
1976. počinje snimati materijal za svoj drugi solistički album. Album je treba biti objavljen kao dvostruko izdanje, ali zbog financijskih problema materijal je skraćen na samo jedan LP.

## Smrt
Bolinova turneja povodom objavljivanja drugog albuma Private Eyes, pokazala se kao njegova posljednja. Veliki troškovi vođenja sastava i njegovi problemi s ovisnošću, prisiliie su ga na restriktivne poteze. Posljednji koncert bio mu je prije nastupa Petera Framptona i Jeffa Becka. Koncert za Jeffa Becka bio je 3. prosinca 1976. godine, gdje je izveo skladbu  "Post Toastee". U jednom trenutku njegovih posljednjih sati, ubrzo nakon koncerta, Bolin je nađen bez svijesti. Organizator, koji po nekim izvješćima nije želio da bude nikakvog dodatnog negativnog publiciteta o turneji, odveo ga je u svoju sobu s njegovom novom djevojkom, da se brine o njemu. Do jutra Bolinu se zdravstveno stanje jako pogoršalo. Valerija, njegov djevojka iz Švicarske, uplašila se za njegov život i pozvala je hitnu pomoć. Međutim, dok je hitna pomoć stigla, Bolin je već bio mrtav. Imao je 25 godina.
Godine 1999., Glenn Hughes (član Trapezea i Deep Purplea) u 4-5 gradova u Teksasu, održao je koncerte posvećene Tommyju Bolinu.

## Diskografija
Zephyr:
- Zephyr (1969.)
- Going Back to Colorado (1971.)
- Live at Art's Bar and Grill (1996.)

Energy
- The Energy Radio Broadcasts 1972. (1998.)
- Energy (1972.) (1999.)
- Tommy Bolin & Energy, Live in Boulder / Sioux City 1972. (2003.)

James Gang:
- Bang (1973.)
- Miami (1974.)

Billy Cobham:
- Spectrum (1973.)
- Rudiments: The Billy Cobham Anthology (2004.)
- Love Child. The Spectrum Sessions (2002.)

Alphonse Mouzon:
- Mind Transplant (1975.)
- Tommy Bolin & Alphonse Mouzon Fusion Jam (Rehearsals 1974.)  (1999.)

Moxy
- Moxy (1975.)

Deep Purple:
- Come Taste the Band (1975.)
- Last Concert in Japan (1977./1978.)
- King Biscuit Flower Hour Presents: Deep Purple in Concert (1995.)
- On the Wings of a Russian Foxbat - Live in California '76 (1995.)
- Days May Come and Days May Go (The California Rehearsals Volume 1) (2000.)
- 1420 Beachwood Drive (The California Rehearsals Volume 2) (2000.)
- Deep Purple: Extended Versions (2000.)
- This Time Around: Live in Tokyo (2001.)

## Solo diskografija
LP:
- Teaser (1975.)
- Private Eyes (1976.)
- From the Archives, Vol. 1 (1996.)
- The Bottom Shelf (1997.)
- From the Archives, Vol. 2 (1998.)
- Energy (1999.)
- Snapshot (1999.)
- Naked (2000.)
- Naked II (2002.)
- After Hours: The Glen Holly Jams - Volume 1 (2004.)
- Whips and Roses (2006.)
- Whips and Roses II (2006.)

Uživo:
- Live at Ebbets Field 1974 (1997.)
- Live at Ebbets Field 1976 (1997.)
- Live at Northern Lights Recording Studio (1997.)
- The Energy Radio Broadcasts (1998.)
- First Time Live (2000.)
- Live 9/19/76 (2001.)
- Live in Miami at Jai Alai: The Final Show (2002.)
- Alive on Long Island (2003.)
- Tommy Bolin and Energy Live (2003.)
- Albany 9/20/76 (2004.)
- Live at the Jet Bar (2004.)

Kompilacije:
- The Ultimate: The Best of Tommy Bolin (1989.)
- Come Taste the Man (1999.)
- The Ultimate Redux (2008.)

## Vanjske poveznice
- Službene stranice Tommya Bolina - održava Bolinova obitelj
- Billboard.com artikli od Grega Pratoa
- MusicChain - Tommy Bolin  Arhivirana inačica izvorne stranice od 27. listopada 2016. (Wayback Machine)